# Джерело «Громова вода»
Джерело «Громова́ вода» — гідрологічна пам'ятка природи місцевого значення. Об'єкт розташований на території Лисянського району Черкаської області, селище міського типу Лисянка, на річці Гнилий Тікич, у межах Лисянського лісництва.
Площа — 0,05 га, статус отриманий 13 травня 1975 року.